# Mikael Forssell
Mikael Kaj Forssell (* 15. března 1981 ve Steinfurtu, Západní Německo) je finský fotbalový útočník v současnosti bez angažmá.

## Klubová kariéra
Ve své kariéře prošel mnoha kluby. Asi nejprestižnější štací byla londýnská Chelsea, jejímž kmenovým hráčem byl dlouhých 7 let, přesto se zde nikdy pořádně neprosadil. Celkem pětkrát byl odsud odeslán na hostování, z toho dvakrát do Crystal Palace a dvakrát do Birminghamu City. Zatímco působení v Crystal Palace bylo jen v rámci 2. nejvyšší soutěže, v Mönchengladbachu i Birminghamu City okusil soutěž nejvyšší. A nezanechal špatný dojem. V Bundeslize nastřílel v 16 zápasech 7 branek a v Premier League následující sezóny dokonce 17 v 32 zápasech. Stal se tak pátým nejlepším střelcem za Thierrym Henrym s 30 brankami. Forssellovo angažmá na Stamford Bridge skončilo v roce 2005. Ve všech soutěžích nastoupil v 55 zápasech a nashromáždil 10 gólů.
Jeho novým působištěm byl Birmingham, kde si vydobil rok předtím vynikající pověst. Místní City ho vyplatili za 3 milióny liber a slibovali si od něj pravidelný přísun branek. Tyto očekávání se ale Forssellovi nedařilo naplňovat. Za celou ligovou sezónu pouze 3 góly, to byla mizerná bilance. Potřeba Birminghamu po přísunu branek nebyla naplněna a klub to taky odnesl. Na rok sestoupil do druhé ligy. Tu si Forssell ani pořádně hlavně kvůli dlouhodobému zranění nevyzkoušel a City znovu postupovali nahoru. Následující sezónu se přibližoval metě jedné třetiny gólu na zápas, ale City znovu sestupovali.
A z jejich strany zmizel zájem o působení Mikael Forssella. Ten zdarma odešel do Německa, konkrétně Hannoveru 96. První sezóna byla se statistikou 30 zápasů/7 branek ještě poměrně vydařená, další dvě už méně. Forssell se i kvůli častým zraněním v sestavě spíš neobjevoval, než objevoval. Bilance v obou sezónách byla tristní, ve všech soutěžích dohromady odehrál 16 zápasů a bez vstřeleného gólu. V podobném duchu se neslo i následující angažmá v druholivém Leedsu.
Až teprve domácím prostředí Forssell pookřál. Zpátky po dlouhých 14 letech v Helsinkách se mu opět vrátil střelecký kumšt. Celkem si za místní HJK připsal během dvouletého angažmá v 53 zápasech 25 gólů. Poté přece jen ještě zkusil zahraniční angažmá. Vyhlédla si ho německá druholigová Bochum. Tam se mu ale příliš nevedlo, odehrál pouhých 16 zápasů a dal 3 branky. Smlouva prodloužena nebyla a Forssell si tak může ve 34 letech hledat práci znovu.

## Reprezentační kariéra
Ve finské reprezentaci si připsal celkem 86 startů, což je pátý nejvyšší počet. Rekordmanem je se 137 starty legendární útočník Jari Litmanen. Ten je před ním i v počtu reprezentačních gólů. Forssell jich má zatím na druhém místě celkem 29 (o tři méně než Litmanen). Poslední start si připsal v srpnu 2014.

## Osobní statistiky

### Klubová kariéra
| Klubové statistiky | Klubové statistiky | Klubové statistiky | Liga   | Liga | Pohár                  | Pohár                  | Ligový pohár  | Ligový pohár  | Pohárová Evropa | Pohárová Evropa | Celkem | Celkem |
| Sezóna             | Klub               | Liga               | Zápasy | Góly | Zápasy                 | Góly                   | Zápasy        | Góly          | Zápasy          | Góly            | Zápasy | Góly   |
| Finsko             | Finsko             | Finsko             | Liga   | Liga | Finský fotbalový pohár | Finský fotbalový pohár | Ligový pohár  | Ligový pohár  | Evropa          | Evropa          | Celkem | Celkem |
| ------------------ | ------------------ | ------------------ | ------ | ---- | ---------------------- | ---------------------- | ------------- | ------------- | --------------- | --------------- | ------ | ------ |
| 1997               | HJK Helsinki       | Veikkausliiga      | 1      | 0    | ?                      | ?                      | ?             | ?             | ?               | ?               | ?      | ?      |
| 1998               | HJK Helsinki       | Veikkausliiga      | 16     | 1    | ?                      | ?                      | ?             | ?             | ?               | ?               | ?      | ?      |
| Anglie             | Anglie             | Anglie             | Liga   | Liga | FA Cup                 | FA Cup                 | Ligový pohár  | Ligový pohár  | Evropa          | Evropa          | Celkem | Celkem |
| 1998–99            | Chelsea            | Premier League     | 10     | 1    | 3                      | 0                      | 2             | 0             | 0               | 0               | 15     | 1      |
| 1999–00            | Chelsea            | Premier League     | 0      | 0    | 1                      | 0                      | 0             | 0             | 1               | 0               | 2      | 0      |
| 1999–00            | Crystal Palace     | First Division     | 13     | 3    | 0                      | 0                      | 0             | 0             | —               | —               | 13     | 3      |
| 2000–01            | Crystal Palace     | First Division     | 39     | 13   | 2                      | 0                      | 8             | 2             | —               | —               | 49     | 15     |
| 2001–02            | Chelsea            | Premier League     | 22     | 4    | 6                      | 3                      | 4             | 2             | 3               | 0               | 35     | 9      |
| 2002–03            | Chelsea            | Premier League     | 0      | 0    | 0                      | 0                      | 0             | 0             | 0               | 0               | 0      | 0      |
| Německo            | Německo            | Německo            | Liga   | Liga | DFB-Pokal              | DFB-Pokal              | DFB-Ligapokal | DFB-Ligapokal | Evropa          | Evropa          | Celkem | Celkem |
| 2002–03            | Mönchengladbach    | Bundesliga         | 16     | 7    | 0                      | 0                      | —             | —             | —               | —               | 16     | 7      |
| Anglie             | Anglie             | Anglie             | Liga   | Liga | FA Cup                 | FA Cup                 | Ligový pohár  | Ligový pohár  | Evropa          | Evropa          | Celkem | Celkem |
| 2003–04            | Chelsea            | Premier League     | 0      | 0    | 0                      | 0                      | 0             | 0             | 1               | 0               | 1      | 0      |
| 2003–04            | Birmingham City    | Premier League     | 32     | 17   | 3                      | 2                      | 1             | 0             | —               | —               | 35     | 19     |
| 2004–05            | Birmingham City    | Premier League     | 4      | 0    | 0                      | 0                      | 0             | 0             | —               | —               | 4      | 0      |
| 2004–05            | Chelsea            | Premier League     | 1      | 0    | 0                      | 0                      | 0             | 0             | 1               | 0               | 2      | 0      |
| 2005–06            | Birmingham City    | Premier League     | 27     | 3    | 5                      | 3                      | 3             | 2             | —               | —               | 35     | 8      |
| 2006–07            | Birmingham City    | Championship       | 8      | 1    | 0                      | 0                      | 2             | 0             | —               | —               | 10     | 1      |
| 2007–08            | Birmingham City    | Premier League     | 30     | 9    | 1                      | 0                      | 1             | 0             | —               | —               | 32     | 9      |
| Německo            | Německo            | Německo            | Liga   | Liga | DFB-Pokal              | DFB-Pokal              | DFB-Ligapokal | DFB-Ligapokal | Evropa          | Evropa          | Celkem | Celkem |
| 2008–09            | Hannover 96        | Bundesliga         | 30     | 7    | 1                      | 0                      | —             | —             | —               | —               | 31     | 7      |
| 2009–10            | Hannover 96        | Bundesliga         | 2      | 0    | 1                      | 0                      | —             | —             | —               | —               | 3      | 0      |
| 2010–11            | Hannover 96        | Bundesliga         | 12     | 0    | 1                      | 0                      | —             | —             | —               | —               | 13     | 0      |
| 2009–10            | Hannover 96 II     | Regionalliga Nord  | 1      | 0    | —                      | —                      | —             | —             | —               | —               | 1      | 0      |
| Anglie             | Anglie             | Anglie             | Liga   | Liga | FA Cup                 | FA Cup                 | Ligový pohár  | Ligový pohár  | Evropa          | Evropa          | Celkem | Celkem |
| 2011–12            | Leeds United       | Championship       | 11     | 0    | 1                      | 0                      | 1             | 0             | —               | —               | 13     | 0      |
| Finsko             | Finsko             | Finsko             | Liga   | Liga | Finský fotbalový pohár | Finský fotbalový pohár | Ligový pohár  | Ligový pohár  | Evropa          | Evropa          | Celkem | Celkem |
| 2013               | HJK Helsinki       | Veikkausliiga      | 27     | 14   | 2                      | 0                      | 5             | 3             | 2               | 0               | 36     | 17     |
| 2014               | HJK Helsinki       | Veikkausliiga      | 15     | 7    | 1                      | 0                      | 1             | 1             | 0               | 0               | 17     | 8      |
| Německo            | Německo            | Německo            | Liga   | Liga | DFB-Pokal              | DFB-Pokal              | DFB-Ligapokal | DFB-Ligapokal | Evropa          | Evropa          | Celkem | Celkem |
| 2014–15            | VfL Bochum         | 2. Bundesliga      | 16     | 3    | 1                      | 0                      | —             | —             | —               | —               | 17     | 3      |
| Celkem             | Finsko             | Finsko             | 61     | 22   | ?                      | ?                      | ?             | ?             | ?               | ?               | ?      | ?      |
| Celkem             | Anglie             | Anglie             | 197    | 51   | 22                     | 8                      | 22            | 6             | 6               | 0               | 247    | 65     |
| Celkem             | Německo            | Německo            | 77     | 17   | 4                      | 0                      | 0             | 0             | 0               | 0               | 81     | 17     |
| Celkem             | Celkem             | Celkem             | 329    | 90   | ?                      | ?                      | ?             | ?             | ?               | ?               | ?      | ?      |

### Reprezentační kariéra
Všechny reprezentační góly vstřelené Mikaelem Forssellem do 26. března 2013.
| Mikael Forssell reprezentační góly | Mikael Forssell reprezentační góly | Mikael Forssell reprezentační góly | Mikael Forssell reprezentační góly | Mikael Forssell reprezentační góly | Mikael Forssell reprezentační góly |
| #                                  | Datum                              | Místo                              | Soupeř                             | Výsledek                           | Soutěž                             |
| ---------------------------------- | ---------------------------------- | ---------------------------------- | ---------------------------------- | ---------------------------------- | ---------------------------------- |
| 1.                                 | 28. února 2001                     | Lucemburk, Lucembursko             | Lucembursko                        | 1–0                                | Přátelské utkání                   |
| 2.                                 | 2. června 2001                     | Helsinki, Finsko                   | Německo                            | 2–2                                | Kvalifikace MS 2002                |
| 3.                                 | 2. června 2001                     | Helsinki, Finsko                   | Německo                            | 2–2                                | Kvalifikace MS 2002                |
| 4.                                 | 15. srpna 2001                     | Helsinki, Finsko                   | Belgie                             | 4–1                                | Přátelské utkání                   |
| 5.                                 | 5. září 2001                       | Helsinki, Finsko                   | Řecko                              | 5–1                                | Kvalifikace MS 2002                |
| 6.                                 | 5. září 2001                       | Helsinki, Finsko                   | Řecko                              | 5–1                                | Kvalifikace MS 2002                |
| 7.                                 | 27. března 2002                    | Porto, Portugalsko                 | Portugalsko                        | 4–1                                | Přátelské utkání                   |
| 8.                                 | 30. dubna 2003                     | Vantaa, Finsko                     | Island                             | 3–0                                | Přátelské utkání                   |
| 9.                                 | 7. června 2003                     | Helsinki, Finsko                   | Srbsko a Černá Hora                | 3–0                                | Kvalifikace ME 2004                |
| 10.                                | 10. září 2003                      | Cardiff, Wales                     | Wales                              | 1–1                                | Kvalifikace ME 2004                |
| 11.                                | 11. října 2003                     | Tampere, Finland                   | Kanada                             | 3–2                                | Přátelské utkání                   |
| 12.                                | 8. září 2004                       | Jerevan, Arménie                   | Arménie                            | 2–0                                | Kvalifikace MS 2006                |
| 13.                                | 7. září 2005                       | Tampere, Finsko                    | Makedonie                          | 5–1                                | Kvalifikace MS 2006                |
| 14.                                | 7. září 2005                       | Tampere, Finsko                    | Makedonie                          | 5–1                                | Kvalifikace MS 2006                |
| 15.                                | 7. září 2005                       | Tampere, Finland                   | Makedonie                          | 5–1                                | Kvalifikace MS 2006                |
| 16.                                | 1. března 2006                     | Larnaka, Kypr                      | Bělorusko                          | 2–2                                | Přátelské utkání                   |
| 17.                                | 17. listopadu 2007                 | Helsinki, Finsko                   | Ázerbájdžán                        | 2–1                                | Kvalifikace ME 2008                |
| 18.                                | 11. října 2008                     | Helsinki, Finsko                   | Ázerbájdžán                        | 1–0                                | Kvalifikace MS 2010                |
| 19.                                | 6. června 2009                     | Helsinki, Finsko                   | Lichtenštejnsko                    | 2–1                                | Kvalifikace MS 2010                |
| 20.                                | 7. září 2010                       | Rotterdam, Nizozemsko              | Nizozemsko                         | 1–2                                | Kvalifikace ME 2012                |
| 21.                                | 12. října 2010                     | Helsinki, Finsko                   | Maďarsko                           | 1–2                                | Kvalifikace ME 2012                |
| 22.                                | 17. listopadu 2010                 | Helsinki, Finland                  | San Marino                         | 8–0                                | Kvalifikace ME 2012                |
| 23.                                | 17. listopadu 2010                 | Helsinki, Finland                  | San Marino                         | 8–0                                | Kvalifikace ME 2012                |
| 24.                                | 17. listopadu 2010                 | Helsinki, Finland                  | San Marino                         | 8–0                                | Kvalifikace ME 2012                |
| 25.                                | 3. června 2011                     | Serravalle, San Marino             | San Marino                         | 1–0                                | Kvalifikace ME 2012                |
| 26.                                | 2. září 2011                       | Helsinki, Finsko                   | Moldavsko                          | 4–1                                | Kvalifikace ME 2012                |
| 27.                                | 23. ledna 2013                     | Čiang Mai, Thajsko                 | Thajsko                            | 3–1                                | King's Cup 2013                    |
| 28.                                | 23. ledna 2013                     | Čiang Mai, Thajsko                 | Thajsko                            | 3–1                                | King's Cup 2013                    |
| 29.                                | 26. března 2013                    | Lucemburk, Lucembursko             | Lucembursko                        | 3–0                                | Přátelské utkání                   |

| Finská reprezentace | Finská reprezentace | Finská reprezentace |
| Rok                 | Zápasy              | Góly                |
| ------------------- | ------------------- | ------------------- |
| 1999                | 1                   | 0                   |
| 2000                | 7                   | 0                   |
| 2001                | 9                   | 6                   |
| 2002                | 2                   | 1                   |
| 2003                | 9                   | 4                   |
| 2004                | 3                   | 1                   |
| 2005                | 7                   | 3                   |
| 2006                | 6                   | 1                   |
| 2007                | 7                   | 1                   |
| 2008                | 8                   | 1                   |
| 2009                | 6                   | 1                   |
| 2010                | 7                   | 5                   |
| 2011                | 9                   | 2                   |
| 2012                | 0                   | 0                   |
| 2013                | 5                   | 3                   |
| Celkem              | 86                  | 29                  |